# Preludio e fuga in la minore, BWV 543
Il Preludio e fuga in la minore, BWV 543, è un brano organistico scritto da Johann Sebastian Bach durante i suoi anni come organista di corte del duca Guglielmo Ernesto di Sassonia-Weimar (1708-1717).

## Versioni

### Preludio
Una versione alternativa del preludio è stata catalogata BWV 543a. Per quanto riguarda questa versione precedente solo il preludio è diverso.

## Analisi

### Preludio
Gli elementi musicali del preludio sono un basso cromatico discendente per la mano solista e semplici accordi arpeggiati (mano destra). Successivamente lungo pedale della tonica. Il preludio, simile ad una toccata,  è segnato dall'influenza dello stile musicale della Germania settentrionale su Bach, mentre la fuga potrebbe essere visto come un frutto della maturità del Kantor.

### Fuga
La fuga è in 6/8, a differenza del preludio, che è 4/4. Il tema della fuga, come il preludio, è costituito da accordi arpeggiati (mano destra), e discesa cromatica (mano sinistra), in particolare nella seconda metà della fuga.